# Teatro di Cestello
Il Teatro di Cestello si trova nell'omonima piazza di Cestello, dalla quale prende il nome, nel rione di San Frediano, nella zona dell'Oltrarno, centro storico, a Firenze. È l'unica sala nel quartiere con una programmazione regolare, oltre ad essere centro di formazione. È considerato uno dei principali teatri fiorentini in attività.

## Storia e descrizione
Nato agli inizi del secolo scorso come piccola sala parrocchiale e chiuso durante la guerra, riaprirà solamente alla fine degli anni cinquanta con la sala ingrandita e dotata all'epoca di confortevoli poltroncine in metallo e legno, tuttora esistenti come reperti nel foyer del teatro. Riaperto per dare spazio alle compagnie di teatro vernacolare del quartiere, viene devastato durante l'alluvione del 1966 e rimarrà chiuso per quasi 20 anni. Nel 1985, per volontà di Vittorio Nardini, a seguito di una consistente ristrutturazione, riapre sotto la direzione di Valentino Signori. Nel 2008 si rinnova completamente negli arredi di sala e del foyer. Oggi dispone di 140 comode e moderne poltroncine imbottite. I lavori di restaturo sono stati curati e portanti avanti dai volontari della stessa Compagnia Cenacolo di Giovani che ne gestisce la programmazione.
Questo piccolo teatro è l'unico teatro di produzione del quartiere Oltrarno. Deve parte della sua notorietà alla cura e salvaguardia del teatro fiorentino di tradizione. Gestito oggi dalla compagnia teatrale Cenacolo dei Giovani, il teatro riprende la sua forza artistica tra l'inizio e la fine degli anni novanta, sotto la direzione dello scomparso drammaturgo e regista Oreste Pelagatti e della compagnia "Cenacolo delle follie", di cui l'attuale gestione è diretta erede. La sala ospita ancora e regolarmente spettacoli di produzione dalla compagnia stabile, di cui è direttore artistico Marcello Ancillotti, confermando un'attenta ricerca sui classici della tradizionale drammaturgia fiorentina, con un lavoro di riscoperta e valorizzazione attraverso la ripulitura filologica di copioni che a volte sono impoveriti da trite sovrascritture stratificatesi nel tempo. Parte significativa della programmazione è dedicate a opere in lingua, scelte sia nel repertorio classico che contemporaneo, con incursioni nell'avanspettacolo, rivista e altre forme di spettacolo che per vari motivi tendono a scomparire. Il Teatro di Cestello, che in passato ha ospitato anche produzioni in lingua inglese della Florence International Theatre Company, è oggi aperto a ospitalità significative di compagnie e artisti professionisti della scena nazionale italiana, nonché a concerti e rassegne cinematografiche.
Nel 1999 presso il Teatro di Cestello nasce la prima Scuola di teatro fiorentino della città, diretta da Manuelita Baylon e Remo Masini, frequentata con molto successo dagli amatori del genere. Negli anni seguenti altri corsi troveranno ospitalità presso il teatro, come quello di Teatro per bambini, l'Officina permanente di Commedia dell'Arte e Laboratori di Teatro per adulti.
Questo variegato programma fa del Teatro di Cestello un punto di riferimento culturale molto attivo per tutta l'area di San Frediano e per la stessa città. Il Teatro di Cestello è socio fondatore dell'associazione di categoria Firenze dei Teatri.